# Goldsboro (Carolina del Norte)
Goldsboro es una ciudad ubicada en el condado de Wayne en el estado estadounidense de Carolina del Norte. Es sede del condado de Wayne. La localidad en el año 2000, tenía una población de 39 043 habitantes en una superficie de 64,3 km², con una densidad poblacional de 608 personas por km². Se encuentra a la orilla del río Neuse.

## Geografía
Goldsboro se encuentra ubicada en las coordenadas 35°22′55″N 77°58′41″O / 35.38194, -77.97806. Según la Oficina del Censo, la localidad tiene un área total de 64,3 km² (24,8 mi²), de la cual 64,2 km² (24,8 mi²) es tierra y 0,1 km² (0 mi²) (0.08%) es agua.

### Localidades adyacentes
El siguiente diagrama muestra a las localidades en un radio de 39 kilómetros (24,2 mi) de Goldsboro.

## Demografía
En el 2000 la renta per cápita promedia del hogar era de $29.456, y el ingreso promedio para una familia era de $34.844. El ingreso per cápita para la localidad era de $16.614. En 2000 los hombres tenían un ingreso per cápita de $26.223 contra $21.850 para las mujeres. Alrededor del 19.20% de la población estaba bajo el umbral de pobreza nacional.

## Historia
Fundada en 1838, recibió su nombre en honor a Matthew T. Goldsborough, del ferrocarril de Wilmington y Weldon, y se desarrolló como centro comercial y de transporte de productos agrícolas. Tras la batalla de Bentonville (29 km (18 millas) al oeste de Goldsboro) en marzo de 1865, uno de los últimos enfrentamientos importantes de la Guerra de Secesión estadounidense , los victoriosos ejércitos de la Unión, al mando de los generales William Tecumseh Sherman y John Schofield, se unieron en Goldsboro antes de su avance final sobre Durham.